# Ramularia cynarae
Ramularia cynarae är en svampart som beskrevs av Sacc. 1879. Ramularia cynarae ingår i släktet Ramularia och familjen Mycosphaerellaceae.   Inga underarter finns listade i Catalogue of Life.